# Distretto di Pyuthan
Il distretto di Pyuthan  è un distretto del Nepal. In seguito alla riforma costituzionale del 2015 fa parte della provincia di Lumbini, che fino al 6 ottobre 2020 era chiamata provincia No. 5.
Il capoluogo è Pyuthan.
Geograficamente il distretto appartiene alla zona collinare della Mahabharat Lekh. Il territorio è attraversato dal Jhimruk Khola e dal Madi Khola (affluenti del Rapti) le cui valli costituiscono il cuore del distretto.
Nel 1994 è stata posta in esercizio una centrale idroelettrica della potenza di 12 MW che raccoglie l'acqua del 
Jhimruk Khola presso il villaggio di Khaira e attraverso un tunnel lungo circa 2 km le convoglia nella centrale di Nayagaun circa 200 metri più in basso, scaricandole poi nel Madi Khola.
Questa diversione di acque dal bacino del Jhimruk Khola a quello del Madi Khola ha comportato una serie di problemi socio-ambientali nella valle del Jhimruk Khola a valle della captazione presso Khaira.

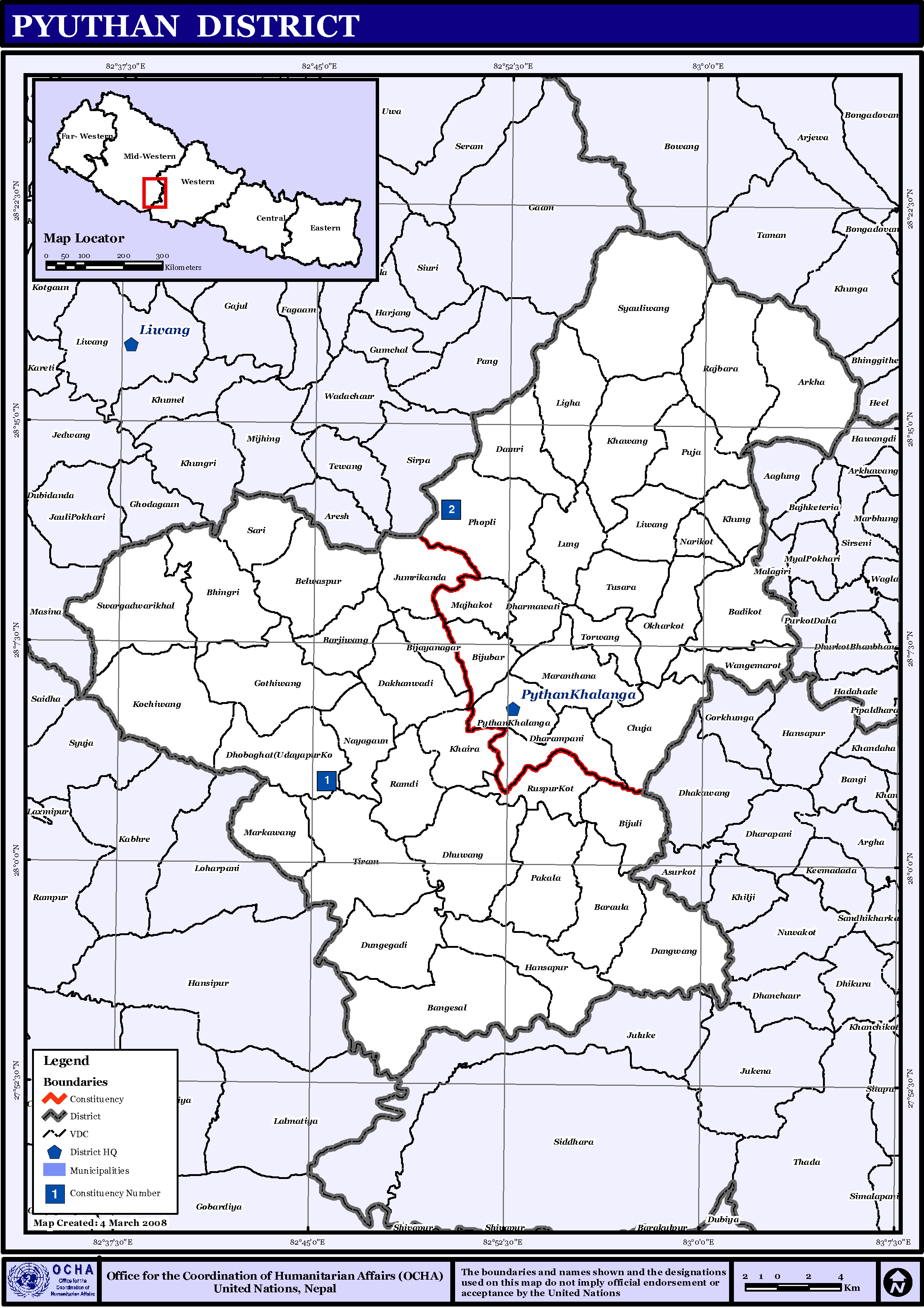
Mappa del distretto di Pyuthan